# El Progreso, Uxpanapa
El Progreso är en ort i Mexiko.   Den ligger i kommunen Uxpanapa och delstaten Veracruz, i den sydöstra delen av landet, 600 km öster om huvudstaden Mexico City. El Progreso ligger 84 meter över havet och antalet invånare är 196.
Terrängen runt El Progreso är platt. Runt El Progreso är det ganska glesbefolkat, med 29 invånare per kvadratkilometer. Närmaste större samhälle är Poblado 10, 11,9 km sydväst om El Progreso. I omgivningarna runt El Progreso växer i huvudsak städsegrön lövskog.